# Tubal Páez Hernández
Tubal Páez Hernández es un político y periodista cubano que ha sido Presidente Nacional de la Unión de Periodistas de Cuba. Desde 1957 apoyó los cambios y reformas que se llevaban en la Revolución cubana. En 1960 fue cuadro del Movimiento 26 de Julio en Jaruco y posteriormente, al ser fundador del Partido Comunista de Cuba, fue 1.er Secretario del Partido en Jaruco. Como periodista, fue subdirector del periódico Granma por 12 años; subdirector general de Bohemia y director del periódico El Habanero. Desde el VI Congreso del Partido fue designado Presidente Nacional de la Unión de Periodistas de Cuba, además de haberse desempeñado como Vicepresidente de la Federación Latinoamericana de Periodistas. Ha sido diputado a la Asamblea Nacional del Poder Popular desde 1993.
- Datos: Q6153625